# James Genus
James Genus (20. januar 1966 i Virginia) er en amerikansk elbassist og kontrabassist. 
Genus har spillet med Horace Silver, John McLaughlin, Don Pullen, Roy Haynes, Benny Golson, Jon Faddis, Branford Marsalis, Lee Konitz, Michael Brecker, Bob Berg, Chick Corea, Herbie Hancock, Dennis Chambers og mange flere. 
Han spiller i øjblikket på tv udsendelsen Saturday Night Live.